# UWC México: New Blood 1
UWC México: New Blood 1 fue un evento de artes marciales mixtas producido por Ultimate Warrior Challenge México, que se llevó a cabo el 29 de enero de 2012 en el Auditorio Fausto Gutiérrez Moreno de Tijuana, Baja California, México.